# Holidate
Pour plus de détails, voir Fiche technique et Distribution.
Holidate, ou Le Cœur à la fête au Québec, est une comédie romantique américaine réalisée par John Whitesell, sorti en 2020 sur le service Netflix.

## Synopsis
Sloane et Jackson détestent être célibataires pendant les fêtes à cause du jugement constant de leurs familles. Sloane est beaucoup critiquée par sa famille, qui ne comprend pas qu'elle soit encore célibataire. Sa mère en particulier tente constamment de lui présenter des éventuels prétendants. Lorsqu'ils se rencontrent, ils s'engagent à être le rencard de l'un et l'autre pour chaque occasion festive de l'année à venir.
Leur relation purement amicale et cordiale amène toutefois à des confidences. Chacun apprend que l'autre a subi une rupture douloureuse, d'où l'implication entière de Sloane dans son travail et les relations sans lendemain de Jackson. Cependant, cette relation restera-t-elle uniquement au niveau amical ?

## Fiche technique
- Titre français et original : Holidate
- Titre québécois : Le Cœur à la fête
- Réalisation : John Whitesell
- Musique : Dan The Automator
- Photographie : Shane Hurlbut
- Producteurs : McG et Mary Viola
- Société de production : Netflix et Wonderland Sound and Vision (en)
- Société de distribution : Netflix
- Langue : anglais
- Date de sortie : Monde : 28 octobre 2020 sur Netflix

## Distribution
- Emma Roberts (VF : Marie Facundo) : Sloane
- Luke Bracey (VF : Marc Arnaud) : Jackson
- Jessica Capshaw (VF : Véronique Alycia) : Abby
- Manish Dayal (VF : Nathanel Alimi) : Faarooq
- Jake Manley (VF : Stanislas Forlani) : York
- King Bach (VF : Eilias Changuel) : Neil
- Julien Marlon Samani : Luc
- Nicola Peltz : Felicity
- Marisa Davila : Princess Leia
- Alex Moffat (en) (VF : Jérémy Bardeau) : Peter
- Cynthy Wu (VF : Claire Baradat) : Liz
- Frances Fisher (VF : Blanche Ravalec) : Elaine
- Kristin Chenoweth (VF : Patricia Legrand) : Susan
- Dan Lauria (VF : Claire Baradat) : Wally

- Version française
  - Société de doublage : Dubbing Brothers
  - Direction artistique : Jean-Pierre Michaël
  - Adaptation : ?

 Source et légende : version française (VF) sur RS Doublage

## Production
En mars 2019, il a été annoncé qu'Emma Roberts avait rejoint la distribution du film, avec John Whitesell en tant que réalisateur à partir d'un scénario de Tiffany Paulsen. McG et Mary Viola sont les producteurs sur le film produit par Wonderland Sound and Vision (en) et Netflix.
En mai 2019, Luke Bracey, Jake Manley, Jessica Capshaw, King Bach, Frances Fisher, Manish Dayal et Kristin Chenoweth ont rejoint la distribution du film. En juin 2019, Alex Moffat (en) rejoint la distribution du film.
Le tournage a commencé en mai 2019 à Atlanta, en Géorgie.